# Молодой Сад
Молодо́й Сад — посёлок в Мартыновском районе Ростовской области.
Входит в состав Мартыновского сельского поселения.

## Население
| 2010 |
| ---- |
| 117  |

## Улицы
В посёлке имеется одна улица: Центральная.